# Katholieken (Nederlandse 19e-eeuwse stroming)
De 'katholieken' waren een politieke groepering aan het einde van de negentiende eeuw in Nederland die vanaf omstreeks 1870 als groepering in het parlement optraden. Het zou tot 1883 duren, voordat er 'Proeve van een program van een katholieke partij' kwam en pas in 1897 kwam er een verbond van katholieke kiesverenigingen. Initiatiefnemer voor de vorming van de Rooms-Katholieke Staatspartij (RKSP) was de priester-staatsman Herman Schaepman. De RKSP was de voorloper van de Katholieke Volkspartij (KVP).
De katholieken konden steeds rekenen op een flink aantal afgevaardigden, omdat zij met name in de zuidelijke provincies in de meerderheid waren. Uit strategische overwegingen sloten de katholieken bovendien rond 1880 een verbond met de antirevolutionairen, omdat beide stromingen streefden naar financiële gelijkstelling van bijzonder en openbaar onderwijs. Dit leidde in 1881 tot de Schoolwet, die in later jaren (respectievelijk in 1857, 1878, 1890,1920 en 1985 een aantal aanpassingen onderging. In 1888 wist het rechtse verbond (de 'coalitie') tussen de katholieken en de antirevolutinairen een meerderheid te behalen, en kon een rechts kabinet gevormd worden, het kabinet-Mackay.

## Beginselen
Na de breuk met de liberalen waren katholieken in de Tweede Kamer overwegend conservatief. Zij keerden zich tegen overheidsbemoeienis met het sociaal-economische leven, streefden naar vermindering van lasten, met name op defensiegebied, waren voor bescherming van de binnenlandse producten, keerden zich tegen kiesrechtuitbreiding en wezen sociale maatregelen af. Daarnaast streefden zij naar financiële gelijkstelling van het bijzonder onderwijs.
Na de komst van Schaepman in de Tweede Kamer in 1880 was er sprake van twee katholieken groepen: een kleine progressieve groep rond Schaepman, de Schaepmannianen, en een grotere conservatieve groep onder leiding van Bernardus Marie Bahlmann en Leopold Haffmans, die bekendstond als de Bahlmannianen. De leden uit Noord-Brabant en Limburg waren vrijwel allen conservatief.
Pas vanaf 1896 was er sprake van beginselen van de katholieke partij, die in een beginselprogramma waren vastgelegd. Uitgangspunt daarvan was dat maatschappelijke vragen in de geest van het Christendom moesten worden opgelost, en dat het socialisme als waanzinnig, onrechtvaardig en leidende tot vernietiging van alle recht, alle vrijheid en alle orde, moest worden afgewezen.
Er moest arbeidswetgeving komen die arbeidstijden, een verbod of beperking van kinder- en vrouwenarbeid moest bevatten, en die moest zorgen voor verzekering tegen ziekte, ongevallen, invaliditeit en ouderdom.
Van onderwijs werd gesteld dat dit als wezenlijk onderdeel van de opvoeding een plicht van de ouders was. De bijzondere school moest daarvoor regel zijn, zodat kinderen overeenkomstig hun geloofsopvatting les konden krijgen.
Andere punten van het programma waren:
- vermindering van de financiële en persoonlijke lasten van het leger. Schaepman was overigens als enige van de katholieken Kamerleden vóór afschaffing van het stelsel waarbij dienstplichtigen zich tegen betaling door een ander konden laten vervangen (de zogenaamde plaatsvervanging of remplacering)
- toelating van priesters en zendelingen in Nederlands-Indië en steun aan de Missie
- overheidssteun voor de landbouw en nijverheid
- geen verhoging van directe belasting
- bevordering van de zondagsrust.

## Historische ontwikkeling
Tot 1795 konden rooms-katholieken geen openbare functies bekleden. De Grondwet van 1813 legde de tijdens de Frans-Bataafse Tijd verworven rechten voor rooms-katholieken weliswaar vast, maar feitelijk bleef er op veel terreinen sprake van een achterstelling. Zo was de ambtelijke top en militaire top vrijwel geheel protestants. Tot ver in de twintigste eeuw was er bij grote groepen protestanten sprake van een antikatholieke houding (antipapisme), omdat Nederland door hen als een protestants land werd beschouwd.
Een belangrijk deel van de rooms-katholieke politici sloot zich rond 1840 aan bij de liberalen. Liberalen en rooms-katholieken streefden naar democratische hervormingen. Het verbond leidde er in 1848 mede toe dat het toezicht van de koning op de rooms-katholieke kerk (recht van placet) werd afgeschaft.
Dat de emancipatie van de rooms-katholieken nog niet voltooid was, bleek in 1853 toen de paus besloot voor het eerst sinds de 16e eeuw in Nederland bisschoppen te benoemen. Het liberale kabinet-Thorbecke I verzette zich daar op grond van de liberale Grondwet van 1848 niet tegen, maar in protestantse kring ontstond veel beroering. Protestanten deden een beroep op de protestantse koning. Deze zogenaamde Aprilbeweging leidde tot de val van het kabinet. Het pauselijke besluit bleef overigens gehandhaafd.
Het verbond tussen liberalen en rooms-katholieken (die vaak aangeduid werden als 'Papo-liberalen') bleef tot omstreeks 1870 bestaan. In 1871 leidde een liberaal amendement tot opheffing van het gezantschap bij de paus, wat in belangrijke mate bijdroeg aan de verwijdering tussen liberalen en rooms-katholieken.
Al in 1864 had de paus de encycliek 'Quanta Cura' uitgevaardigd, waarin bezwaar werd gemaakt tegen "dwalingen". In een van de 47 stellingen van de bijgevoegde 'Syllabus errorum' werd geageerd tegen de neutrale volksschool. In een Mandement van de Nederlandse bisschoppen uit 1868 werd niet-katholiek onderwijs aangeduid als een gevaar voor de rooms-katholieke jeugd.
De liberalen verzetten zich tegen het door de overheid gesteunde bijzonder (ofwel rooms-katholiek) onderwijs. Daardoor kwam het tot een definitieve breuk tussen beide stromingen. Een door Schaepman in 1880 opgestelde 'proeve' van programmapunten voor een politieke rooms-katholieke partij vond weinig weerklank, maar de schoolstrijd leidde wel tot een politiek verbond met de antirevolutionairen, met name bij de landelijke verkiezingen.
In 1891 werd er voor het eerst een rooms-katholieke fractie (kamerclub) gevormd. De conservatieve rooms-katholieken hadden er de overhand. Schaepman vond de leiding te conservatief. Pas in 1896 sloot hij zich aan.
De in 1891 verschenen pauselijke encycliek 'Rerum Novarum' speelde een grote rol bij door de rooms-katholieken formuleren van sociale denkbeelden. De encycliek over het sociale vraagstuk zette zich sterk af tegen het socialisme, maar vroeg wel om oplossing van het sociale probleem. Schaepman wist de ideeën van de encycliek te laten doorklinken in een partijprogramma dat in 1896 tot stand kwam.
Dat programma werd de basis voor een overkoepelende landelijke organisatie van R.K.-kiesverenigingen, die op 5 mei 1897 werd opgericht en waaruit op 15 oktober 1904 de Algemeene Bond van RK-kiesverenigingen ontstond.

## Persoonlijkheden
Voorman Schaepman was vooruitstrevender dan zijn geloofsgenoten in de Kamer en stond in feite tamelijk geïsoleerd. In 1901 werd hij tot voorzitter van de katholieke fractie gekozen. Andere voormannen waren de Venlose uitgever en journalist Leopold Haffmans, jonkheer Gustave Ruijs van Beerenbroek en notaris Maximilien Kolkman.

## Electoraat
Vrijwel alle districten in Limburg en Noord-Brabant kozen katholieken tot Kamerlid. Katholieken veroverden verder steeds zetels in de omgeving van Nijmegen en soms in Twente (Almelo), in de Achterhoek (Doetinchem) en in het district Delft, dat een deel van het Westland omvatte. Schaepman werd eerst in het district Breda en later in het district Wijk bij Duurstede gekozen.